# Вайнтруб, Милана
Мила́на Вайнтруб (англ. Milana Vayntrub; род. 8 марта 1988, Ташкент) — американская актриса.

## Биография
Милана Александровна Вайнтруб родилась 8 марта 1987 года в Ташкенте, в еврейской семье. В двухлетнем возрасте переехала с семьей в США, поселившись в Западном Голливуде, штат Калифорния. Вайнтруб получила степень бакалавра по коммуникациям Калифорнийского университета в Сан-Диего,  также изучала актёрское мастерство в импровизационной комедийной труппе под названием «Upright Citizens Brigade».
Вайнтруб дебютировала как актриса в сериале «Скорая помощь» в 1995 году. Вместе со Стиви Нельсоном они сформировали группу «Live Prude Girls» и позировали для серии «Давайте поговорим о чём-то более интересном» на YouTube. С 2013 по 2016 год Вайнтруб играла продавца по имени Лили Адамс в серии рекламных роликов для «AT&T». В дальнейшем актриса снималась в таких сериалах как «Лиззи Магуайер», «Обитель лжи», «Кремниевая долина», «Это мы». В 2018 году Вайнтруб озвучила Девушку-белку в мультфильме «Восход Marvel: Тайные воины». В 2021 году исполнила одну из главных ролей в комедийном фильме ужасов «Оборотни внутри».

## Личная жизнь
Замужем, есть ребёнок.